# Łukasz Skorupski
Łukasz Skorupski (Zabrze, Silesia, 5 de mayo de 1991) es un futbolista polaco que juega en la posición de portero en el Bologna F. C. 1909 de la Serie A de Italia.

## Trayectoria

### Górnik Zabrze
Inició su carrera en febrero de 2011 con el Górnik Zabrze.

### AS Roma
Se unió al AS Roma el 14 de julio de 2013, firmado un contrato de cuatro años.
Debutó en la victoria por 1-0 sobre la Sampdoria en la Copa Italia el 9 de enero de 2014. Su debut en la Liga Italiana fue contra el Juventus de Turín, una pérdida de 0-1 en el penúltimo pertido de la temporada 2013-14, también jugó contra el Genoa CFC, en la derrota por el mismo marcador. El 30 de septiembre de 2014, hizo su debut europeo en la Liga de Campeones de la UEFA contra el Manchester City

## Selección nacional
Formó parte de la selección polaca sub-20 y de la sub-21. Hizo su debut con la selección de fútbol de Polonia contra Macedonia jugó en Struga en un partido amistoso el 14 de diciembre de 2012.

### Participaciones en Copas del Mundo
| Mundial                        | Sede  | Resultado        | Partidos | Goles |
| ------------------------------ | ----- | ---------------- | -------- | ----- |
| Copa Mundial de Fútbol de 2022 | Catar | Octavos de final | 0        | 0     |

### Participaciones en Eurocopas
| Copa          | Sede     | Resultado    | Partidos | Goles |
| ------------- | -------- | ------------ | -------- | ----- |
| Eurocopa 2020 | Europa   | Primera fase | 0        | 0     |
| Eurocopa 2024 | Alemania | Primera fase | 1        | 0     |

## Estadísticas

### Clubes
Actualizado al último partido disputado el 23 de febrero de 2024.
| Ruch Radzionków · Polonia              | 2.ª           | 2010-11       | 14  | 9   | 0  | 0  | — | — | 14  | 9   |
| Ruch Radzionków · Polonia              | Total club    | Total club    | 14  | 9   | 0  | 0  | 0 | 0 | 14  | 9   |
| Górnik Zabrze · Polonia                | 1.ª           | 2011-12       | 27  | 28  | 0  | 0  | — | — | 27  | 28  |
| Górnik Zabrze · Polonia                | 1.ª           | 2012-13       | 29  | 29  | 1  | 2  | — | — | 30  | 31  |
| Górnik Zabrze · Polonia                | Total club    | Total club    | 56  | 57  | 1  | 2  | 0 | 0 | 57  | 59  |
| A. S. Roma · Italia                    | 1.ª           | 2013-14       | 2   | 2   | 1  | 0  | 0 | 0 | 3   | 2   |
| A. S. Roma · Italia                    | 1.ª           | 2014-15       | 3   | 5   | 2  | 3  | 6 | 9 | 11  | 17  |
| Empoli F. C. · Italia                  | 1.ª           | 2015-16       | 31  | 43  | 1  | 1  | — | — | 32  | 44  |
| Empoli F. C. · Italia                  | 1.ª           | 2016-17       | 35  | 56  | 0  | 0  | — | — | 35  | 56  |
| Empoli F. C. · Italia                  | Total club    | Total club    | 66  | 99  | 1  | 1  | 0 | 0 | 67  | 100 |
| A. S. Roma · Italia                    | 1.ª           | 2017-18       | 1   | 0   | 1  | 2  | 0 | 0 | 2   | 2   |
| A. S. Roma · Italia                    | Total club    | Total club    | 6   | 7   | 4  | 5  | 6 | 9 | 16  | 21  |
| Bologna F. C. 1909 · Italia            | 1.ª           | 2018-19       | 38  | 56  | 1  | 0  | — | — | 39  | 56  |
| Bologna F. C. 1909 · Italia            | 1.ª           | 2019-20       | 37  | 64  | 1  | 0  | — | — | 38  | 64  |
| Bologna F. C. 1909 · Italia            | 1.ª           | 2020-21       | 28  | 46  | 0  | 0  | — | — | 28  | 46  |
| Bologna F. C. 1909 · Italia            | 1.ª           | 2021-22       | 36  | 53  | 1  | 5  | — | — | 37  | 58  |
| Bologna F. C. 1909 · Italia            | 1.ª           | 2022-23       | 37  | 49  | 0  | 0  | — | — | 37  | 49  |
| Bologna F. C. 1909 · Italia            | 1.ª           | 2023-24       | 23  | 22  | 2  | 0  | — | — | 25  | 22  |
| Bologna F. C. 1909 · Italia            | Total club    | Total club    | 199 | 290 | 5  | 5  | 0 | 0 | 204 | 295 |
| Total carrera                          | Total carrera | Total carrera | 341 | 462 | 11 | 13 | 6 | 9 | 358 | 484 |
| (1) Hace referencia a goles encajados. |               |               |     |     |    |    |   |   |     |     |

## Palmarés

### Títulos nacionales
| Título      | Club               | País   | Año  |
| ----------- | ------------------ | ------ | ---- |
| Copa Italia | Bologna F. C. 1909 | Italia | 2025 |